# Aristides Baltazzi
Aristides Baltazzi (* 13. Januar 1853 in Konstantinopel; † 24. Oktober 1914 in Wien, Österreich-Ungarn) war ein Pferdezüchter, Abgeordneter des Österreichischen Reichsrates und Großgrundbesitzer.

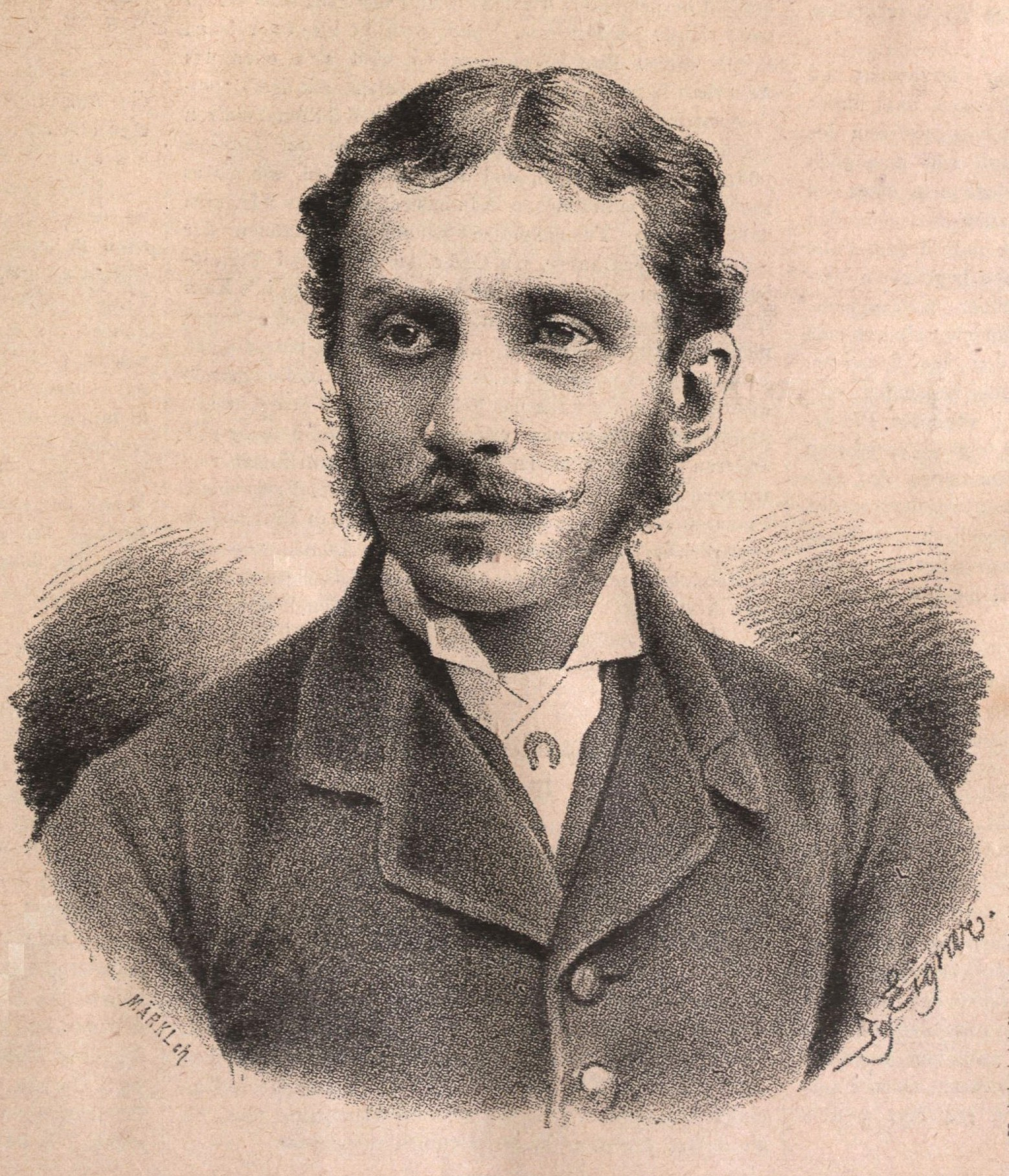
Aristides Baltazzi (1879)

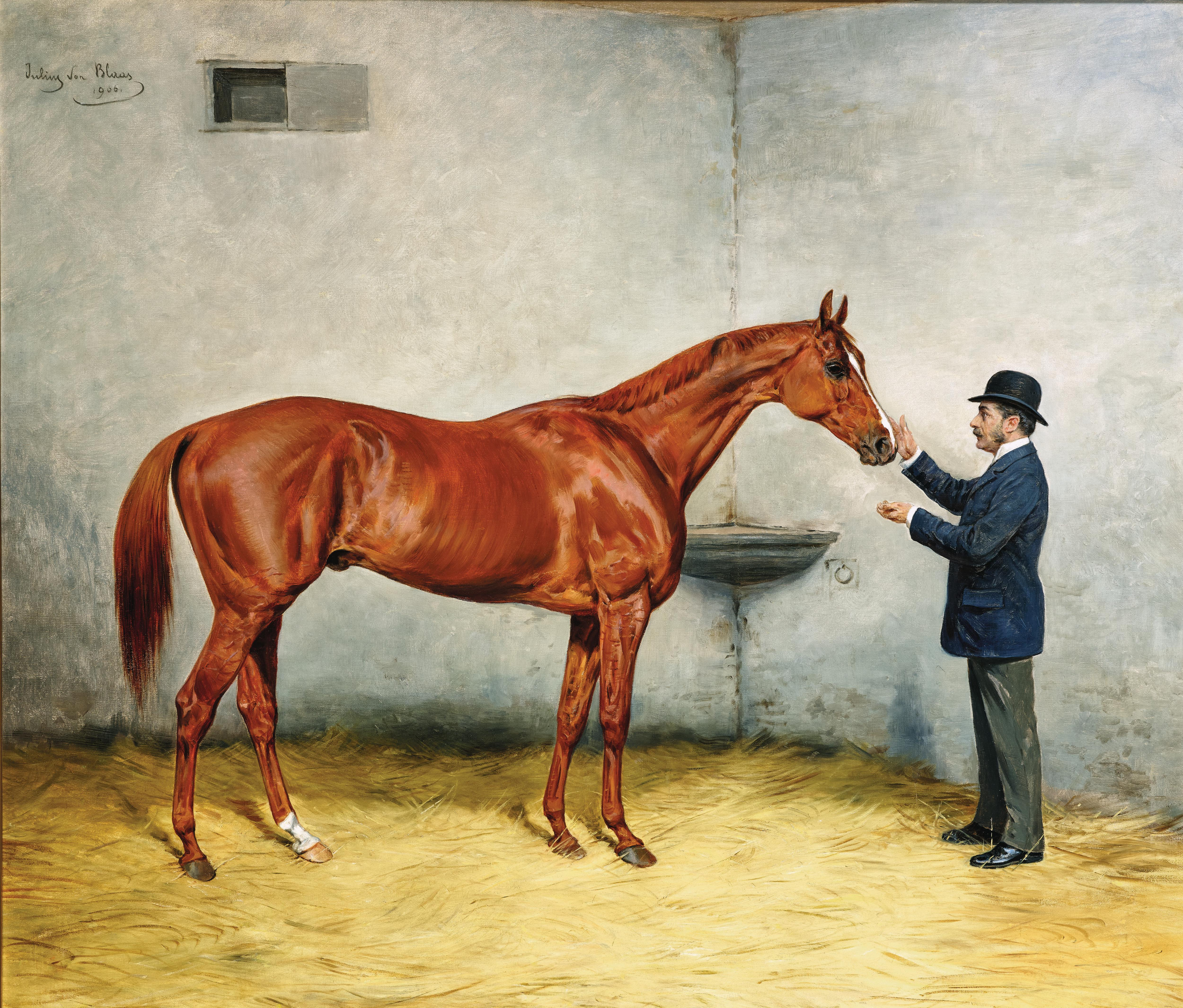
Julius von Blaas: Bon Marché mit Aristides Baltazzi, 1906

## Leben
Aristides Baltazzi war Sohn des Bankiers Theodor Baltazzi (* 1788, † 1860) und dessen zweiter Ehefrau Elizabeth geb. Sarell (* 1821, † 1863). Nach dem frühen Tod der Eltern wuchs er in England bei seiner Halbschwester Elisabeth geb. Baltazzi (* 1849, † 1899) und deren Ehemann Albert Llewellyn, 3. Baron von Nugent (* 1841, † 1909) auf. Zwischen 1867 und 1869 besuchte er das Theresianum in Wien.
Die Baltazzis gehörten in der zweiten Hälfte des 19. Jahrhunderts zu den einflussreichsten Familien Wiens. Von der Aristokratie wurden sie jedoch nie als gleichwertig akzeptiert, da sie immer als "zugewanderte Krämer" und als 'nicht standesgemäß' angesehen wurden. Aber wegen ihrer sportlichen Ambitionen und Erfolge konnte ihnen eine gewisse gesellschaftliche Akzeptanz nicht verwehrt werden. Vor allem seine Halbschwester Helene von Vetsera führte in den 1880er Jahren in Wien ein hochherrschaftliches Haus.
Aristides Baltazzi gehörte zusammen mit seinen drei Brüdern Alexander, Hector und Heinrich zu den bekanntesten Herrenreitern in Österreich-Ungarn die in der damaligen Zeit auch große rennsportliche Erfolge erzielten. Trotz der Vorbehalte auf ihre Herkunft wurden die Brüder Baltazzi regelmäßig auch zu Hofjagden Kaiser Franz Josephs und seiner Gemahlin Elisabeth eingeladen. Gemeinsam mit Alexander Baltazzi war Aristides Besitzer des ungarischen Rennpferdes 'Kisbér' das 1876 überraschend das englische Epson-Derby und kurz danach auch den Grand Prix de Paris gewann. Aristides Baltazzi war über mehrere Perioden hinweg (bis 1884) Direktoriumsmitglied des Österreichischen Jockeyklubs in Wien.
Am 8. August 1884 heiratete Aristides Baltazzi die Gräfin Marie Therese von Stockau (* 1859 in Napajedl, † 1949 in Monaco), die Tochter des Großgrundbesitzers Georg Friedrich Graf von Stockau (* 1832, † 1884) in Napajedl (Bezirk Ungarisch-Hradisch) in Nordmähren. Aus der Ehe ging die Tochter May (* 9. März 1885 in Napajedl, † Oktober 1981 in Monaco) hervor.

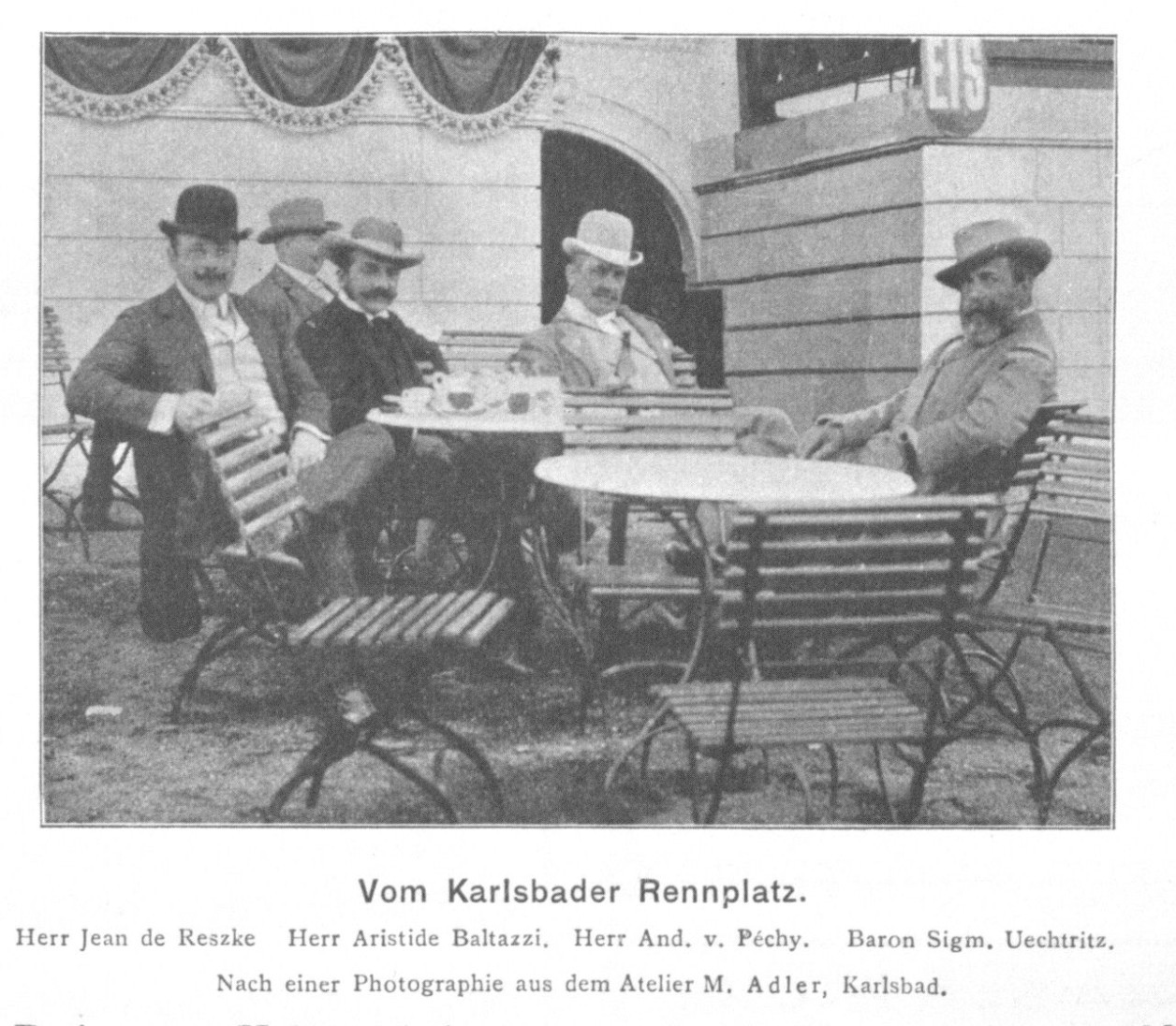
Jean de Reszke, Aristides Baltazzi, Andor von Péchy und Sigmund von Uechtritz-Fuga bei einem Pferderennen in Karlsbad, 1901

Aristides Baltazzi zog sich nach der Eheschließung von seinen sportlichen Ambitionen zurück und begann in Napajedl im Jahre 1886 mit dem Aufbau eines Gestütes, das sich durch die Zucht von englischen Vollblütern zu einer der erfolgreichsten Musterpferdezuchtanstalten in der ganzen Donaumonarchie entwickelte. Bis an sein Lebensende widmete sich Aristides der Pferdezucht und seinem Gestüt in Napajedl. Durch diese Tätigkeit stand er abseits der Wiener aristokratischen Gesellschaft sowie des Wiener Hofes und deshalb blieb ihm eine Ächtung infolge der Mayerling-Tragödie erspart.
Aristides Baltazzi war auch politisch tätig. Im Jahre 1897 kandidierte er – als Vertreter der mährischen Großgrundbesitzer – für ein Abgeordnetenmandat in der Partei der 'Verfassungstreuer Großgrundbesitzer' und wurde Abgeordneter des Österreichischen Reichsrates. Das Mandat konnte er 1901 erneuern und behielt es bis zum Jahre 1907.
Aristides Baltazzi starb am 24. Oktober 1914 in Wien.

## Ehrungen
- Ehren-Komturkreuz des Großherzoglichen Oldenburgischen Hauses[7]